# Lourdes Rosa
Maria de Lourdes Rosa (São Paulo, 22 de abril de 1942) é uma bailarina e coreógrafa brasileira.

## Biografia
Filha de Theophilo Rodrigues Rosa Filho (filho do português Theophilo Rodrigues Rosa e de Minervina Augusta de Siqueira, integrante da Alta Sociedade Paulista, a família Silva Leme) e de Luiza Ferracci (filha dos italianos Felice Ferracci e Maria Laura Eugenia Latini). Lourdes começou seus estudos como bailarina clássica na Escola Municipal de Bailados do Theatro Municipal de São Paulo, tendo como professores os grandes bailarinos: Maria Mello (bailarina do Theatro Scala de Milão), Aracy Evans, Joshey Leão, Marília Franco e Marilena Ansaldi. Paralelo a isto, estudou durante sua infância no Clube Pinheiros, antigo Sport Club Germânia, também no Colégio Santa Mõnica e no Colégio Paes Leme.

## Carreira
Embora tivesse formação em Ballet Clássico, sua inspiração era o Ballet Jazz, dançado nos musicais americanos da Broodway. Desta forma, ainda na adolescência foi até uma das academias mais renomadas da época: a Academia de Ballet Moderno Luciano Luciani, iniciando sua trajetória como bailarina e futura coreógrafa, junto com seu amigo há mais de 50 anos, Roberto de Azevedo e os falecidos Nino e Aladia. Em 1957, foram para Recife, estrelar no Festival da Mocidade. Na TV Paulista atuou junto com seu grupo e com Hebe Camargo, em Hebe, Cinar & Você. Fez eventos como o Show das Décadas. Trabalhou também para a Pirani (gigante do Brás), no programa Grandes Atrações Pirani Philco, na extinta TV Tupi, apresentado por Homero Silva e tinha como atração algumas vedetes, como Virgínia Lane. Trabalhou com Nilton Travesso no corpo de bailarinos da Rede Record, juntamente com sua amiga, Aladia Centenaro. Junto ao corpo de bailarinos, foi premiada duas vezes com o Troféu Roquete Pinto e com o Troféu Helena Silveira. Ambos pela apresentação do Ballet Construção, com a música Construção de Chico Buarque de Holanda. Sendo a primeira em 1970, e a segunda, no dia 1º de maio de 1983, em homenagem aos trabalhadores brasileiros. Participou da primeira abertura do programa Fantástico, na Rede Globo, apresentado em 05 de agosto de 1973. Paralelamente com a Rede Record, fez desfiles para a Primeira Fenit (Feira Nacional da Indústria Têxtil), inaugurada no Pavilhão Internacional, no Parque do Ibirapuera, pelo então Presidente da República Juscelino Kubitschek e para a UD (Utilidades Domésticas), no Salão Anhembi e no Salão da Criança. Trabalhou no saudoso Restaurante Di Monaco e na saudosa boate O Beco, sendo que em 1972 participou de um show no Di Monaco de Maysa Matarazzo. Organizou junto com seu partner Roberto de Azevedo, show e desfiles de moda como a Trevina, em Porto Alegre, o show e desfile de moda Sandis, e dançaram Begin The Beguine, de Cole Powter, no casamento do empresário José de Souza Campos. Foi coreógrafa da Academia de Ballet Marina Aguiar e do grupo Trio Los Angeles e da Escola de Manequins Marcio Mendes, de 1982 a 1994, quando entrou para dar aulas como coreógrafa também, na Academia Liberdade, em Mogi Guaçu.

## Prêmios
- 1970 - Troféu Roquete Pinto
- 1970 - Troféu Helena Silveira